# Sindacato nazionale agenti di assicurazione
Il Sindacato nazionale agenti di assicurazione (SNA) costituisce, con quasi 10.000 iscritti su oltre 17.000 agenti iscritti al RUI (Registro Unico degli Intermediari) presenti a livello nazionale, 119 sezioni provinciali e 57 associazioni aziendali, il principale sindacato italiano in materia assicurativa.

## Descrizione
Rappresenta la categoria degli intermediari di assicurazione in tutti gli enti e organismi, nazionali e internazionali, dove si trattano problemi che interessano gli agenti di assicurazione e, più in generale, il settore assicurativo. 
Il Sindacato nazionale agenti di assicurazione è guidato dal presidente nazionale, affiancato da due vicepresidenti e presiede l'esecutivo nazionale. Attualmente la carica di presidente nazionale è rivestita da Claudio Demozzi, eletto al congresso di Milano del 12-14 gennaio 2012 e riconfermato in occasione del XLVII congresso straordinario svolto a Ferno il 28 e 29 luglio 2014. 
Il Sindacato partecipa, in forza della legge istitutiva dell'Albo nazionale agenti di assicurazione (legge 7 febbraio 1979, n.48), alla Commissione nazionale albo agenti presso il Ministero dell'Industria, del Commercio e dell'Artigianato e alle commissioni provinciali in seno alle camere di commercio. 
È membro del consiglio direttivo del Bipar (Bureau international des producteurs d'assurance et de réassurance), la confederazione che rappresenta gli intermediari di assicurazione del mondo intero presso i governi nazionali e gli organismi sovranazionali (Cee, Onu, Efta, Ocse, Gatt, ecc.).
Data la sua natura di Associazione di categoria, stipula accordi di portata nazionale con l'Ania (Associazione Nazionale fra le Imprese Assicuratrici) e contratti collettivi con le Organizzazioni sindacali dei dipendenti di agenzia.
Gli agenti iscritti al Sindacato sono consultati costantemente dai vertici attraverso il consiglio direttivo, il comitato centrale e il congresso, mentre ai gruppi aziendali che svolgono attività di patronato nei confronti delle singole imprese, fa capo il comitato dei presidenti di gruppo.
Compete invece alle specifiche commissioni progettare le azioni sindacali e tenere i rapporti con Associazioni, Enti ed Organismi pubblici e privati.
Al comitato di redazione spetta il compito di redigere la pubblicazione della rivista bimestrale L'Agente di Assicurazione. Da maggio 2013 il Sindacato pubblica SNACHANNEL.IT, sito gestito dalla società di comunicazione WBC Europa Sarl. 

## Storia
Fondato nel 1919 come Associazione nazionale agenti (Ana), nel 1973 assunse l'attuale denominazione. 
Ha fatto parte del Comitato per lo studio dei canali di Distribuzione dei prodotti assicurativi (Decreto Ministeriale 16-3-1989).
Dal 1990 è affiliato alla Confederazione Generale Italiana del Commercio, del Turismo e dei Servizi (Confcommercio), nell'ambito del Comitato nazionale servizi.